# Fontana delle Rane (Roma)
La fontana delle Rane si trova a Roma, al centro di piazza Mincio, nel cosiddetto quartiere Coppedè.

## Storia e descrizione
Su un progetto risalente al 1915, l'architetto Gino Coppedè realizzò, tra il 1921 e il 1927, anno della sua morte, un'area “residenziale” (che lo stesso Coppedè definì impropriamente “quartiere” e che poi prese appunto il suo nome) all'interno del quartiere Trieste, che allora si chiamava “quartiere Savoia”. Si trattava di un gruppo di palazzi e palazzine concepiti in uno stile assolutamente originale, che mischiava elementi architettonici medievali, rinascimentali, barocchi e Art Nouveau, con richiami anche al classicismo greco, costruiti intorno ad un nucleo centrale costituito da piazza Mincio.
Al centro della piazza non poteva mancare una fontana ornamentale, di fattura molto elaborata, che lo stesso architetto disegnò e realizzò, nel 1924, in stile perfettamente neobarocco.
In una vasca esterna circolare posta su un gradino anch'esso circolare è inserita una piattaforma quadrilobata; su ogni lobo una vasca dalla forma di conchiglia molto decorata è sostenuta sulle spalle da due figure umane poste l'una di schiena all'altra, dalle cui bocche esce l'acqua contenuta nella conchiglia, che viene a sua volta riempita dal doppio getto emesso dalla bocca di una grossa rana; tra le basi delle due figure (le gambe si perdono nella composizione) una seconda vasca, un po' più sporgente e meno elaborata di quella superiore. I gruppi circondano un balaustro corto e tozzo, che sostiene il catino sommitale, sul cui bordo sono accovacciate otto piccole rane, mentre sulla parte inferiore sono posizionati quattro mascheroni. Il catino è alimentato da uno zampillo centrale e dai getti che le otto rane indirizzano verso il centro.
L'intera composizione ricorda molto la Fontana delle Tartarughe, di piazza Mattei, a cui sembra voler rendere omaggio, più che costituire un'imitazione. Come anche le conchiglie e la presenza di una grossa ape sul bordo della vasca quadrilobata sono unanimemente riconosciute come un omaggio alle fontane del Bernini.
Un dettaglio intrigante che avvolge la Fontana delle Rane è una leggenda che ne accresce il fascino misterioso. Si racconta che, dopo una serata nel celebre locale romano Piper nel 1965, i Beatles si siano fatti un bagno nella sua vasca.

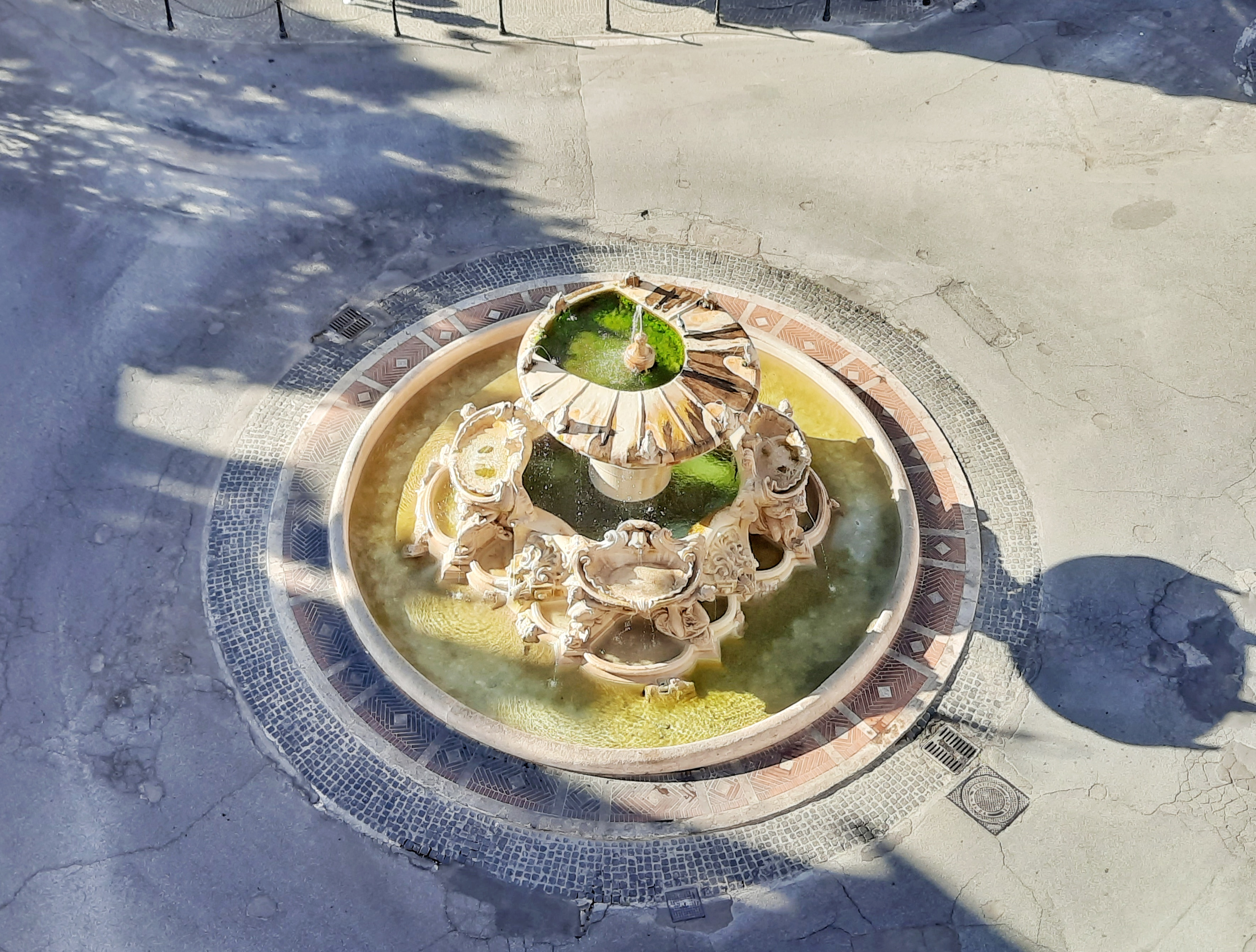
veduta dall'alto
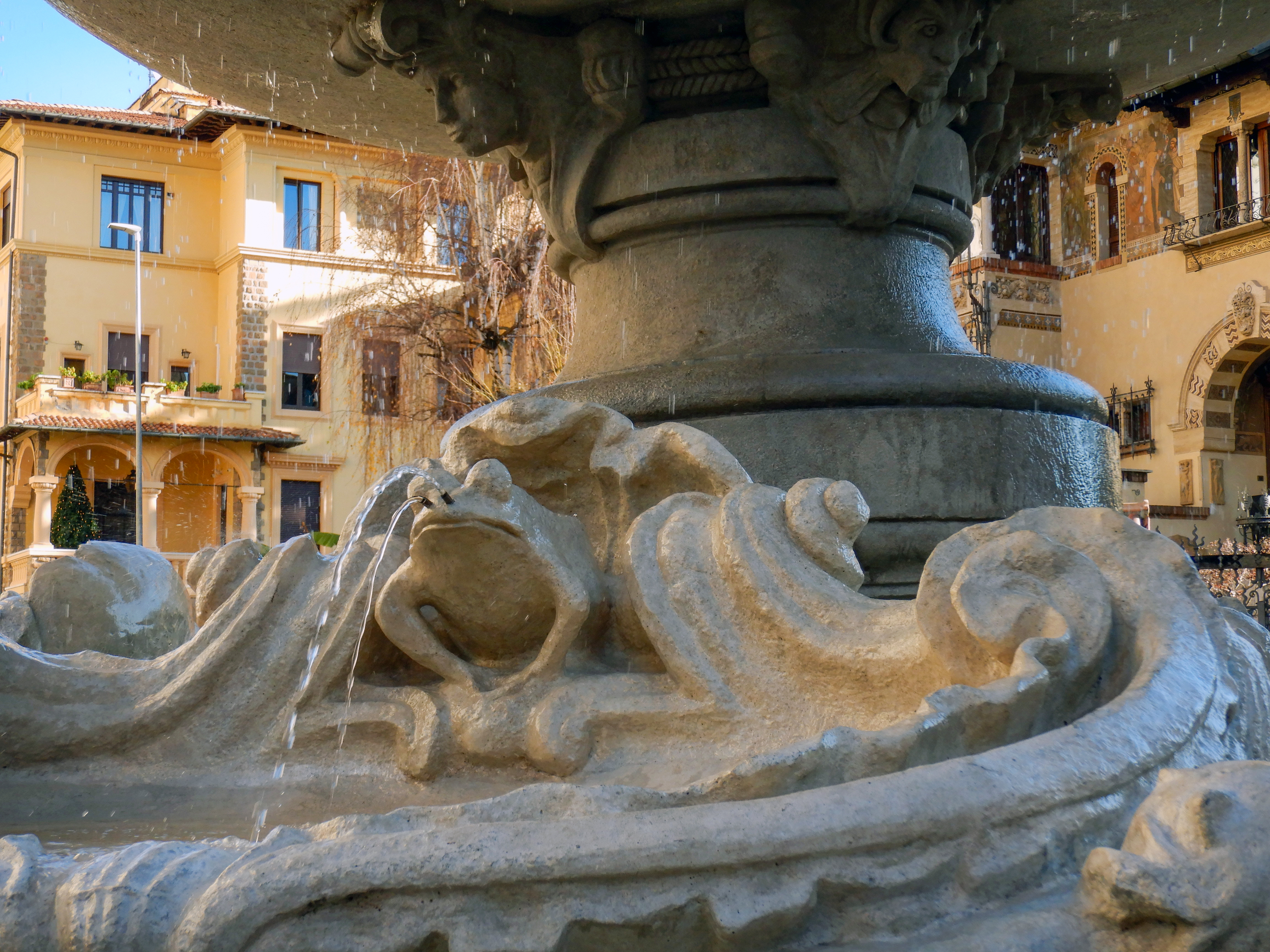
dettaglio di una rana
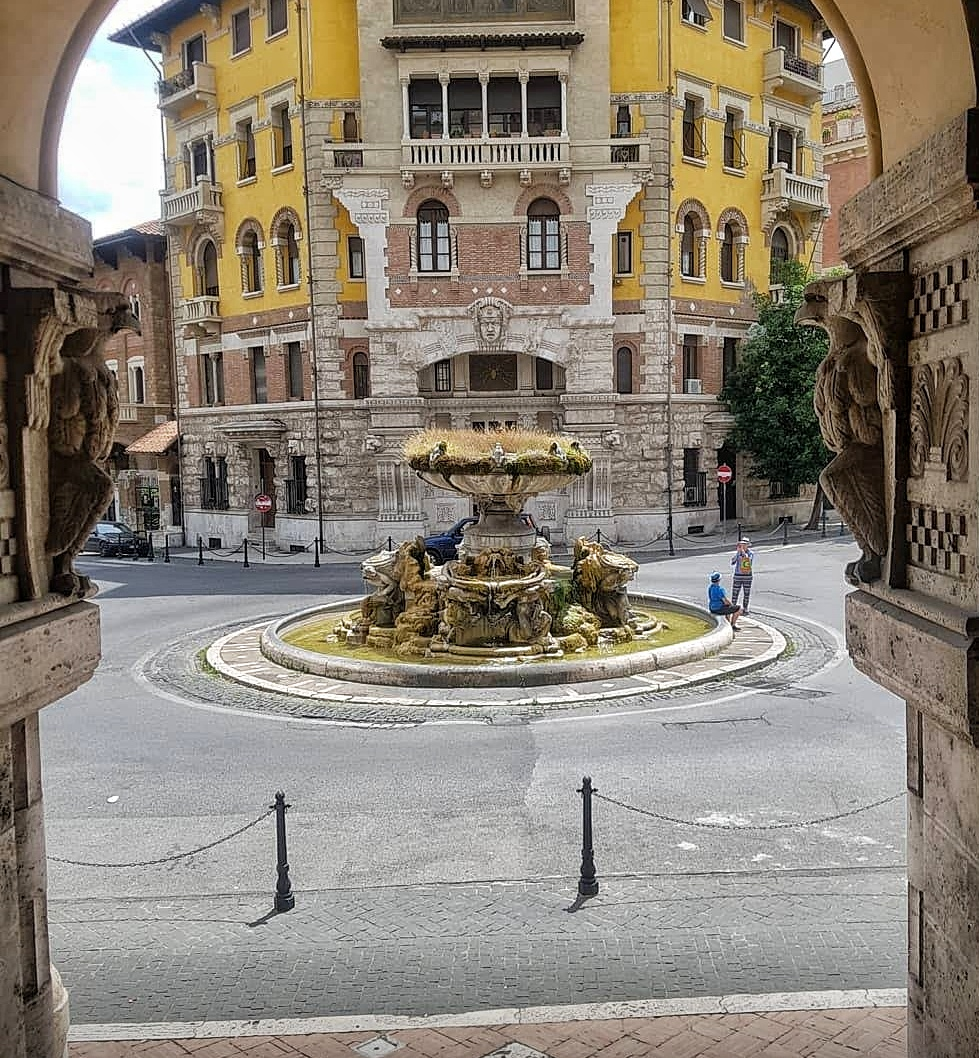